# Equació de Weyl
En física, particularment en la teoria quàntica de camps, l'equació de Weyl és una equació d'ona relativista per descriure partícules sense massa de spin-1/2 anomenades fermions de Weyl. L'equació rep el nom de Hermann Weyl. Els fermions de Weyl són un dels tres tipus possibles de fermions elementals, els altres dos són els de Dirac i els de Majorana.
Cap de les partícules elementals del model estàndard són fermions de Weyl. Abans de la confirmació de les oscil·lacions dels neutrins, es va considerar possible que el neutrípogués ser un fermió de Weyl (ara s'espera que sigui un fermió de Dirac o de Majorana). En la física de la matèria condensada, alguns materials poden mostrar quasipartícules que es comporten com a fermions de Weyl, donant lloc a la noció de semimetalls de Weyl.
Matemàticament, qualsevol fermió de Dirac es pot descompondre com dos fermions de Weyl de quiralitat oposada acoblats pel terme de massa.

## Història
L'equació de Dirac va ser publicada el 1928 per Paul Dirac, i es va utilitzar per primera vegada per modelar partícules d'espín ½ en el marc de la mecànica quàntica relativista. Hermann Weyl va publicar la seva equació el 1929 com una versió simplificada de l'equació de Dirac. Wolfgang Pauli va escriure el 1933 en contra de l'equació de Weyl perquè violava la paritat. No obstant això, tres anys abans, Pauli havia predit l'existència d'un nou fermió elemental, el neutrino, per explicar la desintegració beta, que finalment es va descriure mitjançant l'equació de Weyl.

## Equació
L'equació de Weyl té dues formes. La forma de la dreta es pot escriure de la següent manera:
{\displaystyle \sigma ^{\mu }\partial _{\mu }\psi =0}
Ampliant aquesta equació, i inserint {\displaystyle c} per a la velocitat de la llum, esdevé
{\displaystyle I_{2}{\frac {1}{c}}{\frac {\partial \psi }{\partial t}}+\sigma _{x}{\frac {\partial \psi }{\partial x}}+\sigma _{y}{\frac {\partial \psi }{\partial y}}+\sigma _{z}{\frac {\partial \psi }{\partial z}}=0}
on
és un vector les components del qual són la matriu d'identitat 2×2 {\displaystyle I_{2}} per {\displaystyle \mu =0} i les matrius de Pauli per {\displaystyle \mu =1,2,3,} i {\displaystyle \psi } és la funció d'ona, un dels espinors de Weyl. La forma esquerra de l'equació de Weyl s'escriu normalment com:
{\displaystyle {\bar {\sigma }}^{\mu }\partial _{\mu }\psi =0}
on
{\displaystyle {\bar {\sigma }}^{\mu }={\begin{pmatrix}I_{2}&-\sigma _{x}&-\sigma _{y}&-\sigma _{z}\end{pmatrix}}~.}
Les solucions de les equacions de Weyl a la dreta i a l'esquerra són diferents: tenen helicitat per a dreta i esquerra i, per tant, quiralitat, respectivament. És convenient indicar-ho de manera explícita, de la manera següent: {\displaystyle \sigma ^{\mu }\partial _{\mu }\psi _{\rm {R}}=0} i {\displaystyle {\bar {\sigma }}^{\mu }\partial _{\mu }\psi _{\rm {L}}=0~.}